# Graphinotus magnificus
Graphinotus magnificus is een hooiwagen uit de familie Gonyleptidae.